# Zagaje (Gromadzice)
Zagaje – część wsi Gromadzice w Polsce, położona w województwie świętokrzyskim, w powiecie ostrowieckim, w gminie Bodzechów.
W latach 1975–1998 Zagaje administracyjnie należały do województwa kieleckiego.